# THE IDOLM@STER MILLION THE@TER VARIETY
『THE IDOLM@STER MILLION THE@TER VARIETY』（アイドルマスター ミリオンシアターバラエティ）は、2022年3月16日よりランティスからリリースされているCDシリーズ。

## 概要
ゲーム『アイドルマスター ミリオンライブ! シアターデイズ』用に作成された楽曲を収録したCDシングルシリーズ。『MILLION THE@TER SEASON』と平行で発売される、シリーズ第4弾。
ゲーム中のイベント「プラチナスタートラスト」で使用された楽曲を収録する。
初収録の曲は太字で表記する。

## 01
2022年3月16日発売。イベント曲2曲を収録したシングル。
収録曲
1. ワールド・アスレチック・COOK-KING 〜勝者必食!?スポ食の秋〜
歌：中谷育（原嶋あかり）、我那覇響（沼倉愛美）、佐竹美奈子（大関英里）、篠宮可憐（近藤唯）、舞浜歩（戸田めぐみ）
作詞：真崎エリカ、作曲・編曲：矢鴇つかさ（Arte Refact）
2. ショコラブル＊イブ
歌：所恵美（藤井ゆきよ）、春日未来（山崎はるか）、高山紗代子（駒形友梨）、野々原茜（小笠原早紀）、望月杏奈（夏川椎菜）
作詞：辻純更、作曲・編曲：藤原彩豊
3. ワールド・アスレチック・COOK-KING 〜勝者必食!?スポ食の秋〜 シャッフルバージョン
歌：中谷育（原嶋あかり）、我那覇響（沼倉愛美）、佐竹美奈子（大関英里）、篠宮可憐（近藤唯）、舞浜歩（戸田めぐみ）
  - 通常のバージョンから歌詞のパート分けが変更されているバージョン。

## 02
2022年12月14日発売。イベント曲2曲に加え、新年に実装されたアレンジ曲1曲と01の収録曲含めたOff Vocalバージョンを収録したシングル。
収録曲
1. Vacation VS Summer 〜ナツとヤスミのアンビバレント！〜
歌：徳川まつり（諏訪彩花）、大神環（稲川英里）、白石紬（南早紀）、福田のり子（浜崎奈々）、三浦あずさ（たかはし智秋）
作詞：松井洋平、作曲・編曲：REDALiCE
2. ミスティック・セレモニーへの招待状
歌：矢吹可奈（木戸衣吹）、伊吹翼（Machico）、天空橋朋花（小岩井ことり）、北上麗花（平山笑美）、双海真美（下田麻美）
作詞：安藤紗々、作曲・編曲：椿山日南子（Dream Monster）
ソロ担当：天空橋朋花（LTSC12.Fa）
3. Brand New Theater! 〜Brand New Year Ver.〜
歌：765 MILLION ALLSTARS
作詞：モモキエイジ、作曲：BNSI（佐藤貴文）、編曲：EFFY
4. Vacation VS Summer 〜ナツとヤスミのアンビバレント！〜（Off Vocal）
5. ミスティック・セレモニーへの招待状（Off Vocal）
6. ワールド・アスレチック・COOK-KING 〜勝者必食!?スポ食の秋〜（Off Vocal）
7. ショコラブル＊イブ（Off Vocal）

## 03
2023年5月31日発売。イベント曲2曲とそれぞれのOff Vocalバージョンを収録したシングル。
収録曲
1. 春風満帆スターティング
歌：萩原雪歩（浅倉杏美）、福田のり子（浜崎奈々）、菊地真（平田宏美）、最上静香（田所あずさ）、永吉昴（斉藤佑圭）
作詞・作曲・編曲：青柳諒
2. リベレイシング／アロン -LiberaSing Along-
歌：如月千早（今井麻美）、木下ひなた（田村奈央）、天空橋朋花（小岩井ことり）、徳川まつり（諏訪彩花）、馬場このみ（髙橋ミナミ）
作詞：松井洋平、作曲・編曲：高瀬一矢
3. 春風満帆スターティング（Off Vocal）
4. リベレイシング／アロン -LiberaSing Along-（Off Vocal）

## 04
2023年9月27日発売。イベント曲3曲とそれぞれのOff Vocalバージョンを収録したシングル。
収録曲
1. 夢みがちBride
歌：我那覇響（沼倉愛美）、横山奈緒（渡部優衣）、高坂海美（上田麗奈）、真壁瑞希（阿部里果）、宮尾美也（桐谷蝶々）
作詞：結城アイラ、作曲：結城アイラ・PandaBoY、編曲：PandaBoY
2. カンパリーナ♡
歌：三浦あずさ（たかはし智秋）、二階堂千鶴（野村香菜子）、四条貴音（原由実）、北上麗花（平山笑美）、豊川風花（末柄里恵）
作詞・作曲：大橋莉子、編曲：平田祥一郎
3. Dance in the Light
歌：舞浜歩（戸田めぐみ）、水瀬伊織（釘宮理恵）、高山紗代子（駒形友梨）、永吉昴（斉藤佑圭）、百瀬莉緒（山口立花子）
作詞・作曲・編曲：南悠翔
4. 夢みがちBride（Off Vocal）
5. カンパリーナ♡（Off Vocal）
6. Dance in the Light（Off Vocal）

## 05
2024年3月20日発売。イベント曲1曲とOff Vocalバージョン、「夢みがちBride」のソロバージョンを収録したシングル。「夢みがちBride」のソロはキャラクターに合わせて一人称や方言など、歌詞が調整されている。
収録曲
1. はぴ！やば！まいまいんど！
歌：望月杏奈（夏川椎菜）、高槻やよい（仁後真耶子）、星井美希（長谷川明子）、木下ひなた（田村奈央）、ジュリア（愛美）
作詞：松井洋平、作曲・編曲：高橋諒
2. 夢みがちBride（我那覇響ver.）
歌：我那覇響（沼倉愛美）
作詞：結城アイラ、作曲：結城アイラ・PandaBoY、編曲：PandaBoY
3. 夢みがちBride（横山奈緒ver.）
歌：横山奈緒（渡部優衣）
4. はぴ！やば！まいまいんど！（Off Vocal）

## 06
2025年2月26日発売。イベント曲1曲と同曲のデュオバージョン及びOff Vocal、「ピコピコIIKO! インベーダー」のアレンジバージョンを収録。
収録曲
1. Pomegranate
歌：二階堂千鶴（野村香菜子）、桜守歌織（香里有佐）、島原エレナ（角元明日香）、箱崎星梨花（麻倉もも）、ロコ（中村温姫）
作詞：安藤紗々、作曲・編曲：大和
2. Pomegranate（豊川風花・七尾百合子ver.）
歌：豊川風花（末柄里恵）、七尾百合子（伊藤美来）
3. ピコピコIIKO! インベーダー（MOTTO! 幼年期-mix）
歌：ピコピコプラネッツ
作詞：松井洋平、作曲・編曲：AstroNoteS
4. Pomegranate (Off Vocal）
5. ピコピコIIKO! インベーダー（MOTTO! 幼年期-mix） (Off Vocal）

### ユニットメンバー
1. ↑  天海春香（中村繪里子）、如月千早（今井麻美）、星井美希（長谷川明子）、萩原雪歩（浅倉杏美）、高槻やよい（仁後真耶子）、菊地真（平田宏美）、水瀬伊織（釘宮理恵）、四条貴音（原由実）、秋月律子（若林直美）、三浦あずさ（たかはし智秋）、双海亜美 / 真美（下田麻美）、我那覇響（沼倉愛美）、春日未来（山崎はるか）、最上静香（田所あずさ）、伊吹翼（Machico）、田中琴葉（種田梨沙）、島原エレナ（角元明日香）、佐竹美奈子（大関英里）、所恵美（藤井ゆきよ）、徳川まつり（諏訪彩花）、箱崎星梨花（麻倉もも）、野々原茜（小笠原早紀）、望月杏奈（夏川椎菜）、ロコ（中村温姫）、七尾百合子（伊藤美来）、高山紗代子（駒形友梨）、松田亜利沙（村川梨衣）、高坂海美（上田麗奈）、中谷育（原嶋あかり）、天空橋朋花（小岩井ことり）、エミリー スチュアート（郁原ゆう）、北沢志保（雨宮天）、舞浜歩（戸田めぐみ）、木下ひなた（田村奈央）、矢吹可奈（木戸衣吹）、横山奈緒（渡部優衣）、二階堂千鶴（野村香菜子）、馬場このみ（髙橋ミナミ）、大神環（稲川英里）、豊川風花（末柄里恵）、宮尾美也（桐谷蝶々）、福田のり子（浜崎奈々）、真壁瑞希（阿部里果）、篠宮可憐（近藤唯）、百瀬莉緒（山口立花子）、永吉昴（斉藤佑圭）、北上麗花（平山笑美）、周防桃子（渡部恵子）、ジュリア（愛美）、白石紬（南早紀）、桜守歌織（香里有佐）
2. ↑  木下ひなた（田村奈央）、箱崎星梨花（麻倉もも）、大神環（稲川英里）、望月杏奈（夏川椎菜）